# Streptanthus hispidus
Streptanthus hispidus är en korsblommig växtart som beskrevs av Asa Gray. Streptanthus hispidus ingår i släktet Streptanthus och familjen korsblommiga växter. Inga underarter finns listade i Catalogue of Life.